# ألبرت جونسون (لاعب كرة قدم)
ألبرت جونسون (بالإنجليزية: Albert Johnson)‏ (7 سبتمبر 1923 في المملكة المتحدة - 1 ديسمبر 1989 بنورثامبتون في المملكة المتحدة) هو لاعب كرة قدم بريطاني (وحمل سابقاً جنسية المملكة المتحدة لبريطانيا العظمى وأيرلندا) في مركز الدفاع.